# Antun Ferbežar
Antun Tonča Ferbežar, hrvatski kipar. Izrađuje skulpture od drva. Preferira orahovo drvo. Dragovoljac je Domovinskog rata i ratni vojni invalid. Za sebe kaže da mu je kiparstvo kao psihoterapija koja ga ispunjava i pomaže mu radost, tugu ili ine osjećaje prenijeti na drvo i podijeliti s promatračem. Sudjelovao je na brojnim humanitarnim akcijama i kolonija. Sudjelovao je na više od 90 kiparsko-slikarskih kolonija (do 31. ožujka 2019.). Do 31. ožujka 2019. izlagao je 11 puta samostalno i više od 100 puta skupno u zemlji i inozemstvu.